# Dovjansk
Pour les articles homonymes, voir Sverdlovsk.
Dovjansk (en ukrainien : Довжанськ), ou Sverdlovsk (Свердло́вск), est une ville industrielle de l'oblast de Louhansk, en Ukraine, et le centre administratif du raïon de Dovjansk. Sa population s'élevait à 65 276 habitants en 2013.

## Géographie
Dovjansk se trouve dans le Donbass, à 59 km au sud-est de Louhansk, en Ukraine. La ville est établie sur les bords de la rivière Dovjik, qui appartient au bassin versant du Donets.

## Administration
La ville de Dovjansk fait partie de la municipalité de Dovjansk qui comprend également la ville de Voznesenivka ainsi que six communes urbaines (dont Pavlovka et Chakhtiorskoïé) et sept villages. La population de la municipalité s'élevait à 98 298 habitants en 2013.

## Histoire
L'origine de la ville remonte à la fondation, au XVIIIe siècle, d'un village cosaque, Doljikovo-Orlovskoïe ou Charapkino, sur la rivière Doljik. L'exploitation du charbon y démarre modestement et Charapkino compte seulement 337 habitants en 1801. La première exploitation minière à l'échelle industrielle débute à Charapkina en 1870. Entre 1876 et 1897, est construite la voie ferrée reliant Debaltseve et Zverevo. La ville de Sverdlovsk est formée, en 1938, par la fusion de plusieurs localités. En 2003, sont adoptés le nouveau drapeau et les nouvelles armoiries de la ville.

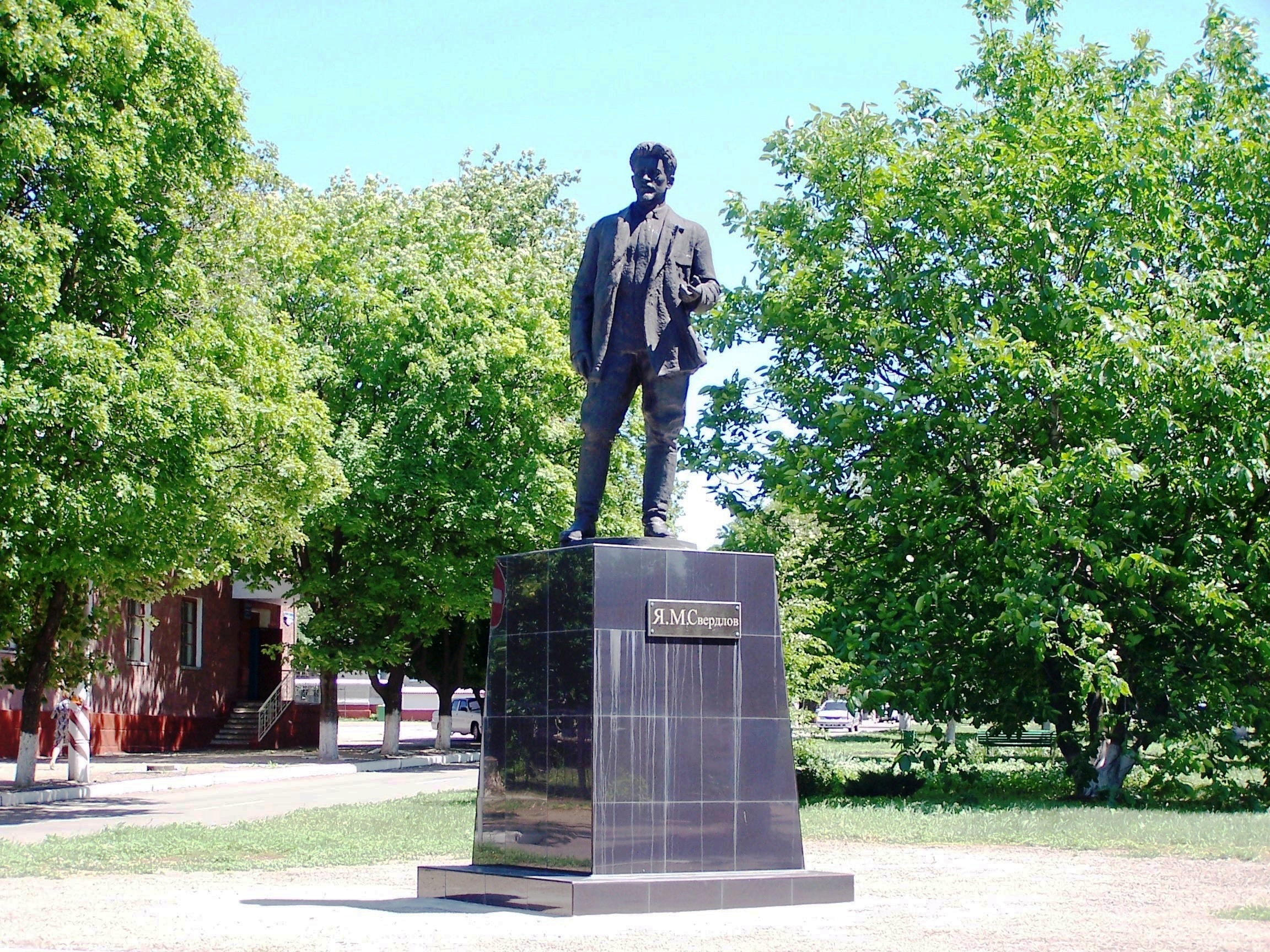
Statue de Iakov Sverdlov qui avait donné son nom à la ville.

À partir de la mi-avril 2014, les séparatistes de la république populaire de Lougansk s'emparent de plusieurs villes de l’oblast, y compris Dovjansk après les combats pour Dovjanskyi et de son poste frontière.
Dans le cadre de la politique de décommunisation en mai 2016, le gouvernement central de Ukraine décide de renommer Sverdlovsk en Dovjansk.

## Population

### Démographie
| 1926   | 1939    | 1959    | 1970    | 1979    | 1989    |
| ------ | ------- | ------- | ------- | ------- | ------- |
| 3 127* | 37 086* | 62 155* | 68 304* | 73 847* | 82 809* |

| 2001    | 2009   | 2010   | 2011   | 2012   | 2013   |
| ------- | ------ | ------ | ------ | ------ | ------ |
| 72 531* | 66 781 | 66 293 | 65 868 | 65 721 | 65 276 |

### Nationalités
Au recensement national ukrainien de 2001, la population de Dovjansk comptait 48,6 % de Russes, 46 % d'Ukrainiens et 1,2 % de Biélorusses.

## Économie
La ville de Dovjansk, située dans le bassin du Donbass, est un centre houiller, où l'anthracite est exploité par Sverdlovantratsit, Maïak et l'entreprise d'État Louganskougol. La ville compte également des usines (alliage d'aluminium, machines-outils, équipement minier, agroalimentaire, confection).
Sur le territoire de la ville se trouve la gare ferroviaire Doljanskaïa (en russe : Должанская), sur la ligne Debaltseve – Zverevo.

## Transports
Dovjansk/Sverdlovsk se trouve à 114 km par le chemin de fer et 78 km par la route de Louhansk.

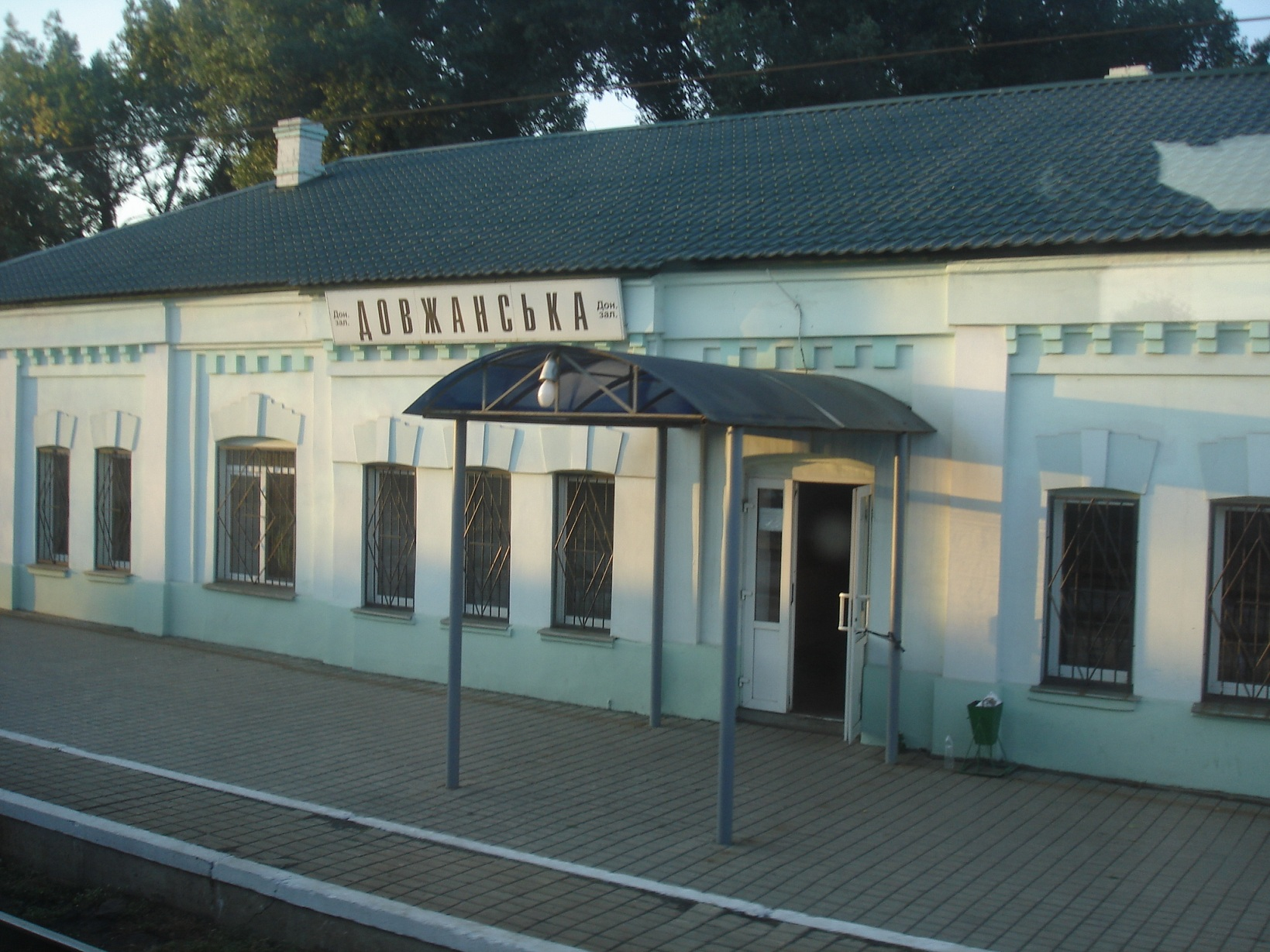
La gare,
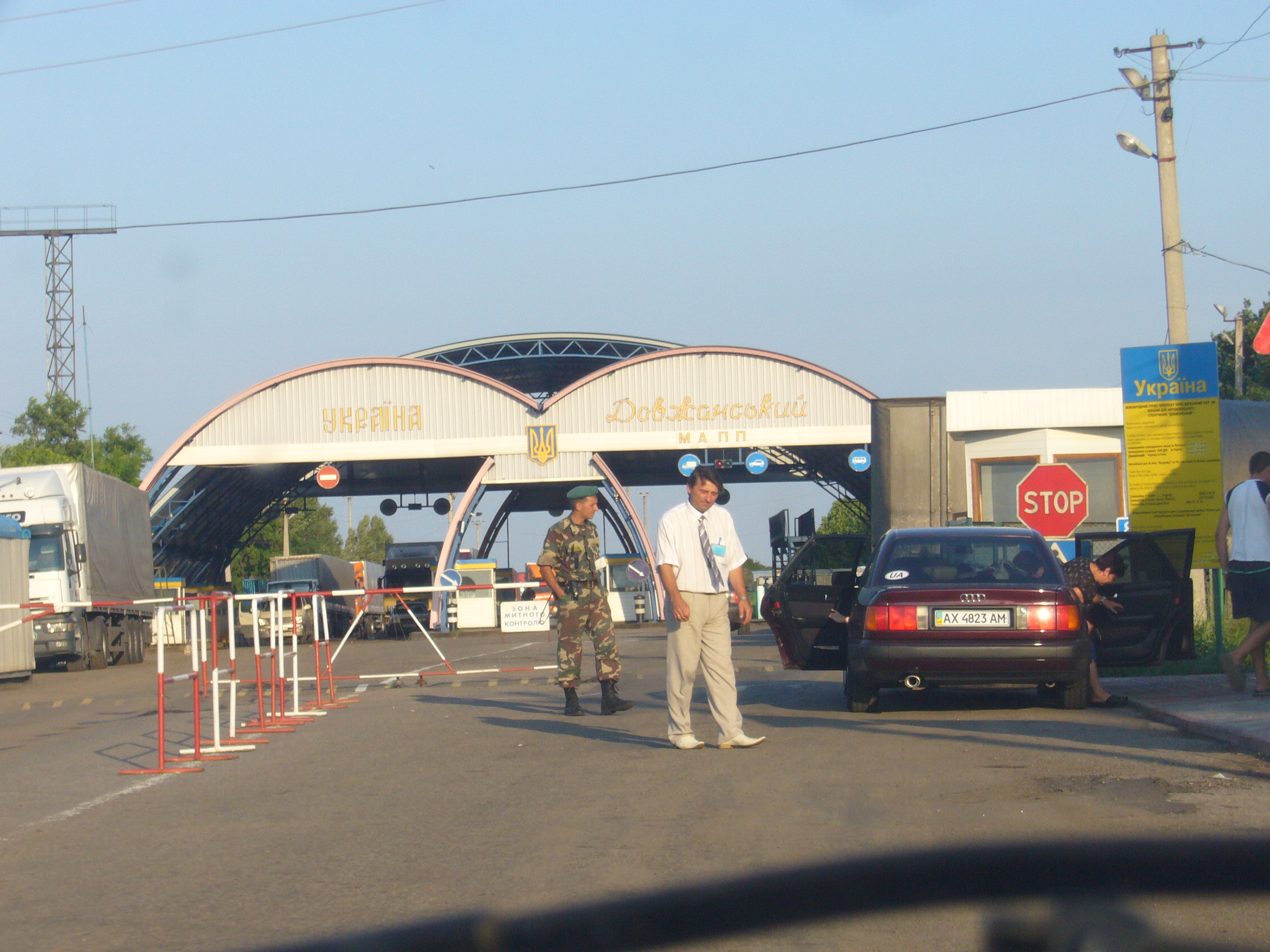
son poste frontière par route
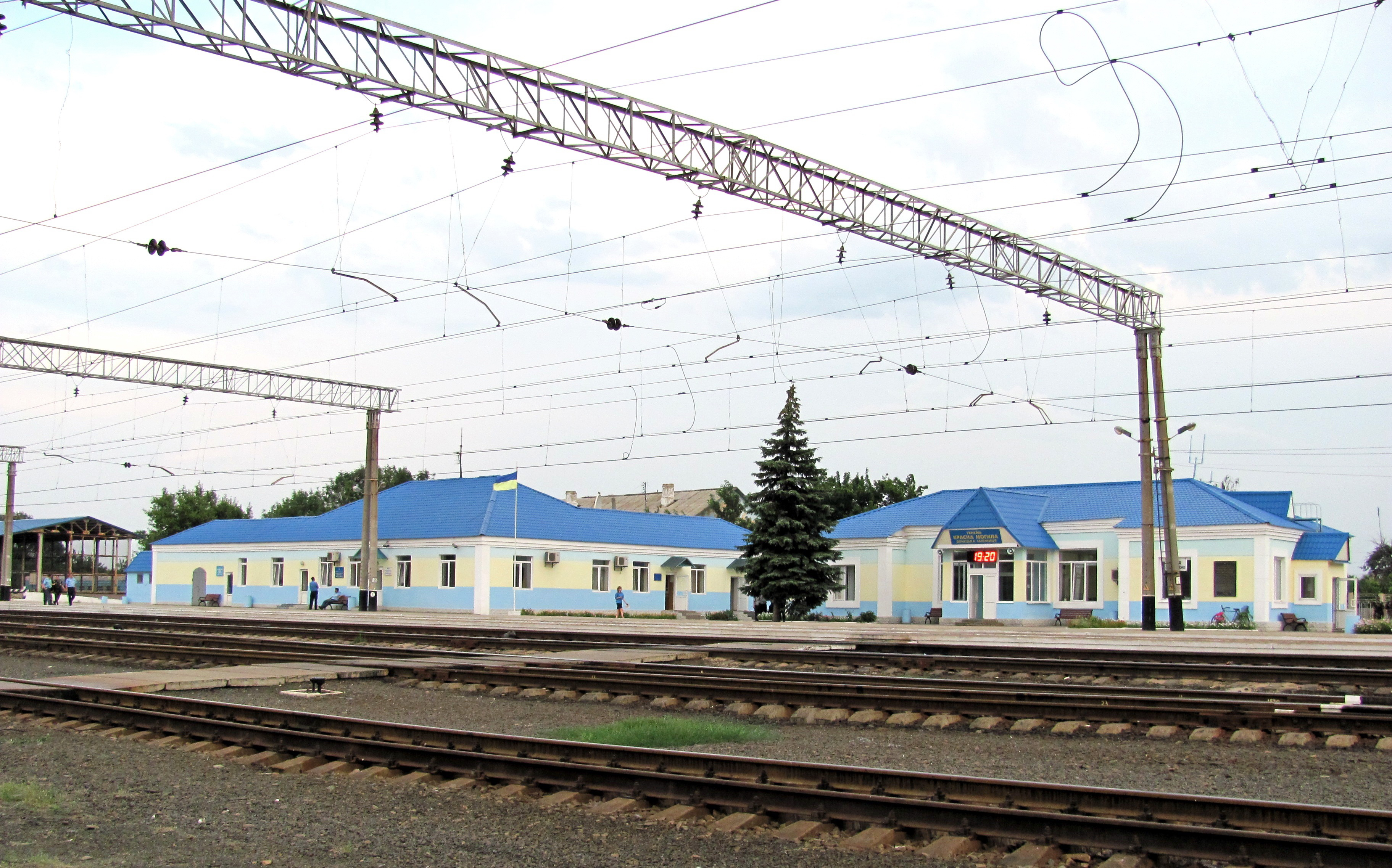
par voie ferrée.

## Personnalités
- Boris Zaporogetz (né en 1935), peintre.